# Continents (The Eclectic Moniker-album)
Continents er det danske indieband The Eclectic Monikers andet studiealbum, der udkom den 2. september 2013.
Albummet tre ud af seks stjerner i musikmagasinet GAFFA.

## Spor
1. "Continents" - 4:50
2. "Yes, It's Love!" - 2:56
3. "Sports" - 3:19
4. "Ordinary Life" - 2:33
5. "Norway" - 3:57
6. "Noemi" - 4:32
7. "People Of The Sun" - 4:37
8. "Red Dress, Blue Eyes" - 3:48
9. "Fountains" - 3:43
10. "Rainbow's End" - 2:07
11. "Silhouettes" - 4:36
12. "Hurting Time" - 2:53